# 8368 Lamont
För andra betydelser, se Lamont.
8368 Lamont eller 1991 DM är en asteroid i huvudbältet som upptäcktes den 20 februari 1991 av den australiensiske astronomen Robert H. McNaught vid Siding Spring-observatoriet. Den är uppkallad efter den skotsk-tyske astronomen och fysiker Johann von Lamont.
Asteroiden har en diameter på ungefär 4 kilometer.